# Ol' 55
Ol' 55 fue una banda de rock and roll australiana. Iniciaron con el nombre de Fanis en 1972 en la ciudad de Sídney. El baterista Geoff Plummer se encontraba adelantando un proyecto laboral con Glenn A. Baker y lo invitó a escuchar a su banda, que incluía a Patrick"Meatballs" Drummond, Rockpile Jones y Jimmy Manzie. En 1975, Baker se convirtió en mánager de la agrupación, cambiándole el nombre a Ol' 55 inspirado en la canción de Tom Waits, y reclutando al vocalista Frank Holden y al saxofonista Wilbur Wilde.
Sus sencillos que entraron en el top 20 de las listas de éxitos australianas son "On the Prowl", "Looking for an Echo", "(I Want A) Rockin' Christmas", "Stay (While the Night is Still Young)" y "Two Faces Have I".

## Discografía

### Estudio
- Take It Greasy (1976)
- Fiveslivejive (1977)
- Cruisin' for a Bruisin'  (1978)
- Greaseworks: Greatest Hits 1976–79	(1980)
- The Vault (1981)
- Let's Have A Party (1983)
- Open Top Cars & Girls in Tight T Shirts (1986)
- Should'a Been Here Yesterday (2001)